# Directorium inquisitorum
El Directorium inquisitorum, també anomenat Manual de l'inquisidor, és l'obra més important del dominic inquisidor Nicolau Eimeric (1316-1399), publicada l'any 1376. Definia la bruixeria i descrivia els mitjans per descobrir les bruixes.
Eimeric havia escrit anteriorment un tractat sobre bruixeria, possiblement ja el 1359, que va ampliar per convertir-lo en el Directorium inquisitorum. Per escriure'l va emprar molts textos de màgia que havia confiscat anteriorment dels acusats de bruixots. Descriu diverses pràctiques màgiques prohibides, incloent-hi el bateig d'imatges, fumigar el cap d'una persona morta, tirar sal al foc, cremar cossos d'animals, conjurar esperits, invocar noms, barrejar noms d'àngels i dimonis, la quiromància i la nigromància.
En l'obra, Eimeric considera la bruixeria com una forma d'heretgia, una definició important, ja que la Inquisició tenia l'objectiu de suprimir l'heretgia. La idea no era exclusiva d'Eimeric, sinó que s'havia estat desenvolupant des de finals del segle xiii, quan el papa Alexandre IV va donar per primera vegada autoritat als inquisidors sobre els bruixots. Aquest fet va ser confirmat pels papes Bonifaci VIII i Joan XXII. Cap a 1320 era habitual que els manuals dels inquisidors tractessin la bruixeria; escrits de Bernat Gui i Ugolino Zanchini contenen dues discussions d'aquest tipus. La contribució d'Eimeric va ser dividir la bruixeria en tres categories, amb referències a la Bíblia i als escrits de notables teòlegs cristians com sant Agustí d'Hipona i sant Tomàs d'Aquino.
D'acord amb Eimeric, la primera i més important forma de bruixeria herètica era la que oferia latria (l'adoració deguda únicament a Déu) als dimonis. Aquesta forma incloïa activitats com la realització de sacrificis, oracions i l'ofrena d'espelmes o encens als dimonis. La segona categoria estava formada pels heretges que oferien dulia (l'adoració donada als sants). Aquests incloïen als qui esmentaven a dimonis en les lletanies (sovint al costat dels noms de sants i àngels) i als que demanaven d'aquesta forma intercessió davant Déu. Es refereix específicament als musulmans «sarraïns» com a practicants d'aquesta heretgia en la seva veneració de Mahoma. A la tercera categoria pertanyien aquells que buscaven l'ajuda d'un dimoni, com per exemple en el cas de l'endevinació. Cita el papa Innocenci V dient que per rebre ajuda d'un dimoni, una persona ha d'entrar en alguna forma de pacte. Eimeric extrapola aquesta afirmació per demostrar que tot pacte amb un dimoni és una heretgia i va ser un dels primers a condemnar qualsevol tipus de conjura d'un dimoni com a heretgia. Anteriorment, es creia que fins i tot un sant podia fer un pacte amb el Dimoni, com posava de manifesta la història de sant Teòfil, que va establir un pacte amb el dimoni per guanyar un lloc eclesiàstic.
A més de descriure les pràctiques comunes de la màgia, Eimeric també descriu les formes d'obtenir una confessió, incloent-hi formes de manipulació psicològica primitives, a més de simple tortura. Quant a la tortura, afirma que «quaestiones sunt fallaces et inefficaces», és a dir, «la tortura és enganyosa i ineficaç». No obstant això, és el primer inquisidor que infringeix la prohibició de l'Església Catòlica de torturar una persona dues vegades: va interpretar la directiva de forma laxa, permetent sessions de tortura separades per càrrecs diferents d'heretgia.
El Directorium Inquisitorium es va convertir en el manual definitiu del procediment de la Inquisició espanyola fins entrat el segle xvii. Fou reimprès en nombroses edicions, incloent-hi una a Barcelona el 1503 i una altra a Roma el 1578. Aquestes són ara unes fonts originals de gran valor. A més, el Directorium inquisitorum va ser un dels precursors primaris dels més conegut Malleus Maleficarum.